# Bolton Equities Black Spoke Pro Cycling/Saison 2023
Diese Liste beschreibt die Mannschaft und die Erfolge des Radsportteams Bolton Equities Black Spoke Pro Cycling in der Saison 2023.

## Mannschaft
| Teamkader 2023                                   | Teamkader 2023     | Teamkader 2023         | Teamkader 2023                            |
| Name                                             | Geburtsdatum       | Land                   | Vorheriges Team                           |
| ------------------------------------------------ | ------------------ | ---------------------- | ----------------------------------------- |
| Ethan Batt                                       | 20. August 1998    | Neuseeland             |                                           |
| Matthew Bostock                                  | 16. Juli 1997      | Vereinigtes Königreich | WiV SunGod (2022)                         |
| Josh Burnett                                     | 26. Oktober 2000   | Neuseeland             | MitoQ-NZ Cycling Project (2022)           |
| Ryan Christensen                                 | 12. September 1996 | Neuseeland             | Canyon dhb SunGod (2021)                  |
| Logan Currie                                     | 24. Juni 2001      | Neuseeland             | Mysenlan-Baboco-Douterloige (2020)        |
| Mitchel Fitzsimons                               | 9. Januar 2003     | Neuseeland             | Gaverzicht-Be Okay (2021)                 |
| James Fouché                                     | 28. März 1998      | Neuseeland             | Hagens Berman Axeon (2020)                |
| Aaron Gate                                       | 26. November 1990  | Neuseeland             | EvoPro Racing (2019)                      |
| Regan Gough                                      | 6. Oktober 1996    | Neuseeland             | An Post-ChainReaction (2017)              |
| George Jackson                                   | 20. Februar 2000   | Neuseeland             | MitoQ-NZ Cycling Project (2022)           |
| Ollie Jones                                      | 23. April 1996     | Neuseeland             | St George Continental Cycling Team (2022) |
| Josh Kench                                       | 6. Mai 2001        | Neuseeland             |                                           |
| Luke Mudgway                                     | 12. Juni 1996      | Neuseeland             | EvoPro Racing (2019)                      |
| Bailey O'Donnell                                 | 25. September 2000 | Neuseeland             | Global 6 Cycling (2021)                   |
| James Oram                                       | 7. Juni 1993       | Neuseeland             | Mitchelton-BikeExchange (2019)            |
| Jacob Scott                                      | 14. Juni 1995      | Vereinigtes Königreich | WiV SunGod (2022)                         |
| Thomas Sexton                                    | 19. November 1998  | Neuseeland             |                                           |
| Mark Stewart                                     | 25. August 1995    | Vereinigtes Königreich | Ribble Weldtite Pro Cycling (2021)        |
| Rory Townsend                                    | 30. Juni 1995      | Irland                 | WiV SunGod (2022)                         |
| Paul Wright                                      | 3. Februar 1998    | Neuseeland             | MG.K Vis Colors For Peace VPM (2022)      |
| Victor Vercouillie (1. Aug.–31. Dez., Stagiaire) | 3. November 2002   | Belgien                |                                           |
| Keegan Hornblow (1. Aug.–31. Dez., Stagiaire)    | 25. Oktober 2001   | Neuseeland             | Team SmartDry (2022)                      |
| Daniel Gardner (1. Aug.–31. Dez., Stagiaire)     | 6. März 1996       | Vereinigtes Königreich | Tarteletto-Isorex (2020)                  |
|                                                  |                    |                        |                                           |
| Quelle: ProCyclingStats                          |                    |                        |                                           |

## Siege
| Siege    | Siege                                                                       | Siege        | Siege  | Siege          | Siege |
| Datum    | Rennen                                                                      | Staat        | Klasse | Sieger         |       |
| -------- | --------------------------------------------------------------------------- | ------------ | ------ | -------------- | ----- |
| 1. Jan.  | Neuseeländische Straßen-Radmeisterschaften, Einzelzeitfahren der Männer     | Neuseeland   | CN     | Aaron Gate     |       |
| 11. Jan. | New Zealand Cycle Classic, 1. Etappe                                        | Neuseeland   | 2.2    | James Oram     |       |
| 13. Jan. | New Zealand Cycle Classic, 3. Etappe                                        | Neuseeland   | 2.2    | Josh Burnett   |       |
| 14. Jan. | New Zealand Cycle Classic, 4. Etappe                                        | Neuseeland   | 2.2    | Luke Mudgway   |       |
| 15. Jan. | New Zealand Cycle Classic, Gesamtwertung                                    | Neuseeland   | 2.2    | James Oram     |       |
| 10. Feb. | Neuseeländische Straßen-Radmeisterschaften, Einzelzeitfahren der U23-Männer | Neuseeland   | CN     | Logan Currie   |       |
| 26. Mär. | La Roue Tourangelle                                                         | Frankreich   | 1.1    | Rory Townsend  |       |
| 30. Mär. | Ozeanienmeisterschaften, Einzelzeitfahren der Männer                        | Australien   | CC     | Thomas Sexton  |       |
| 2. Mai   | Griechenland-Rundfahrt, Prolog                                              | Griechenland | 2.1    | Aaron Gate     |       |
| 16. Sep. | Tour of Taihu Lake, 3. Etappe                                               | China        | 2.Pro  | George Jackson |       |
| 17. Sep. | Tour of Taihu Lake, 4. Etappe                                               | China        | 2.Pro  | George Jackson |       |
| 17. Sep. | Tour of Taihu Lake, Gesamtwertung                                           | China        | 2.Pro  | George Jackson |       |
| 25. Sep. | Tour de Langkawi, 3. Etappe                                                 | Malaysia     | 2.Pro  | George Jackson |       |
| 5. Okt.  | Tour of Hainan, 1. Etappe                                                   | China        | 2.Pro  | George Jackson |       |

## UCI-Weltranglisten-Platzierungen
| UCI-Ranking | UCI-Ranking        | UCI-Ranking            | UCI-Ranking |
| Fahrer      | Fahrer             | Land                   | Punkte      |
| ----------- | ------------------ | ---------------------- | ----------- |
| 218.        | George Jackson     | Neuseeland             | 433 P.      |
| 298.        | Thomas Sexton      | Neuseeland             | 314 P.      |
| 354.        | Mark Stewart       | Vereinigtes Königreich | 256 P.      |
| 399.        | Logan Currie       | Neuseeland             | 219 P.      |
| 407.        | James Oram         | Neuseeland             | 215 P.      |
| 414.        | Aaron Gate         | Neuseeland             | 211 P.      |
| 679.        | James Fouché       | Neuseeland             | 110 P.      |
| 695.        | Josh Burnett       | Neuseeland             | 107 P.      |
| 751.        | Ryan Christensen   | Neuseeland             | 96 P.       |
| 1178.       | Luke Mudgway       | Neuseeland             | 47 P.       |
| 1178.       | Jacob Scott        | Vereinigtes Königreich | 47 P.       |
| 1358.       | Victor Vercouillie | Belgien                | 36 P.       |
| 1554.       | Paul Wright        | Vereinigtes Königreich | 28 P.       |
| 1703.       | Ethan Batt         | Neuseeland             | 23 P.       |
| 2172.       | Keegan Hornblow    | Neuseeland             | 10 P.       |